# Операция «Гибралтар»
Операция «Гибралтар» — секретная операция Пакистана, пытавшегося вызвать восстание в контролируемой Индией части штата Джамму и Кашмир. Послужила поводом к второй индо-пакистанской войне.

## Предыстория
После того как в результате первой индо-пакистанской войны Индия получила большую часть спорной территории штата Джамму и Кашмир, Пакистан постоянно искал способы отобрать Кашмир себе. Удобная возможность предоставилась после китайско-индийской пограничной войны 1962 года, когда Индия занялась большим перевооружением своей армии. В этот период уступающие в численности войска Пакистана получили качественное преимущество в танках и ВВС, и Пакистан решил этим воспользоваться. В декабре 1963 года пропажа священной реликвии из мечети Хазратбал в Сринагаре вызвала волнения среди мусульман в Кашмирской долине, и Пакистан это расценил как готовность масс к революции. Командование пакистанских вооружённых сил посчитало, что тайные операции в сочетании с угрозой войны позволят решить Кашмирский конфликт в пользу Пакистана.
План операции, получившей название «Гибралтар», был подготовлен ещё в 1950-х годах, и теперь было решено пустить его в ход. Название «Гибралтар» было выбрано потому, что в VIII веке именно с Гибралтара началось арабское завоевание Пиренейского полуострова.

## Пакистанские действия
В конце июля — начале августа 1965 года пакистанские военные, члены групп специального назначения, а также иррегулярных формирований стали пересекать линию контроля и просачиваться на контролируемую индийскими войсками территорию. Там они занимали господствующие высоты и подстрекали население к восстанию, которое должно было быть поддержано пакистанскими войсками. Индийские источники утверждают, что демаркационную линию пересекло от 30 до 40 тысяч человек, в то время как пакистанские говорят лишь о 5-7 тысячах. Параллельно с агитацией, проникшие на индийскую территорию подразделения занялись и диверсионной деятельностью: разрушали дороги, мосты и тоннели, атаковали склады, штабы и аэродромы.

## Индийский ответ
Несмотря на старание пакистанцев, восстало лишь четыре округа. В целом кашмирское население оказалось не склонным к сотрудничеству; наоборот, люди стали предупреждать индийские власти о готовящихся акциях и сдавать агитаторов. На охрану границы немедленно выдвинулась индийская армия, которая стала атаковать диверсионные группы; большинство нарушителей границы было взято в плен. Индия обвинила Пакистан в засылке боевиков, а пакистанское правительство отрицало всякую причастность. Тем не менее вскоре выяснилось, что задержанные были пакистанцами, а некоторые из них даже оказались офицерами вооружённых сил Пакистана; войска ООН в Кашмире также подтвердили факт пакистанского вмешательства.
15 августа 1965 года после артиллерийской подготовки индийская армия вторглась в Азад Кашмир, чтобы уничтожить лагеря боевиков. Успех воодушевил индийские войска, так как пришёлся на День независимости Индии. Бои продолжались до конца месяца, пока под индийский контроль не перешли важные участки, через которые осуществлялось снабжение боевиков.
Чтобы ослабить давление на 12-ю дивизию и защитить Музаффарабад от индийской армии, пакистанское командование начало 1 сентября 1965 года операцию «Большой шлем». Однако Индия нарушила пакистанские планы, решив не ограничивать конфликт районом Кашмира, а начав боевые действия в Пенджабе. Так началась вторая индо-пакистанская война.